# 聯合發射聯盟
聯合發射聯盟（英語：United Launch Alliance，簡稱ULA）為洛克希德·馬丁太空系統與波音國防太空安全組成的合資公司，於2006年12月成立，整合了兩家公司負責美國聯邦政府發射服務的團隊，美國聯邦政府客戶包括美国国防部、美国国家航空航天局及其他政府機構。
洛克希德及波音兩家公司希望藉此合併，可以減低成本，壟斷衛星發射的工程合約。因為研發火箭的成本及技術十分高，一般認為其他公司無法進入此市場。然而，美国国家航空航天局卻與SpaceX簽署了商業合約，讓SpaceX有足夠資金來研發新火箭。美國空軍於2016年將全球定位系统發射任務交由SpaceX執行，打破了ULA所壟斷的美國軍事衛星發射任務。

## 产品
- 三角洲2號運載火箭，2006-2018年。
- 三角洲4號運載火箭，2006-2024年。
  - 三角洲4號中型運載火箭，2006-2019年。
  - 三角洲4號重型運載火箭，2006-2024年。
- 宇宙神5型运载火箭，2006-2028年。[3]
- 火神半人馬座運載火箭，2024年至今。

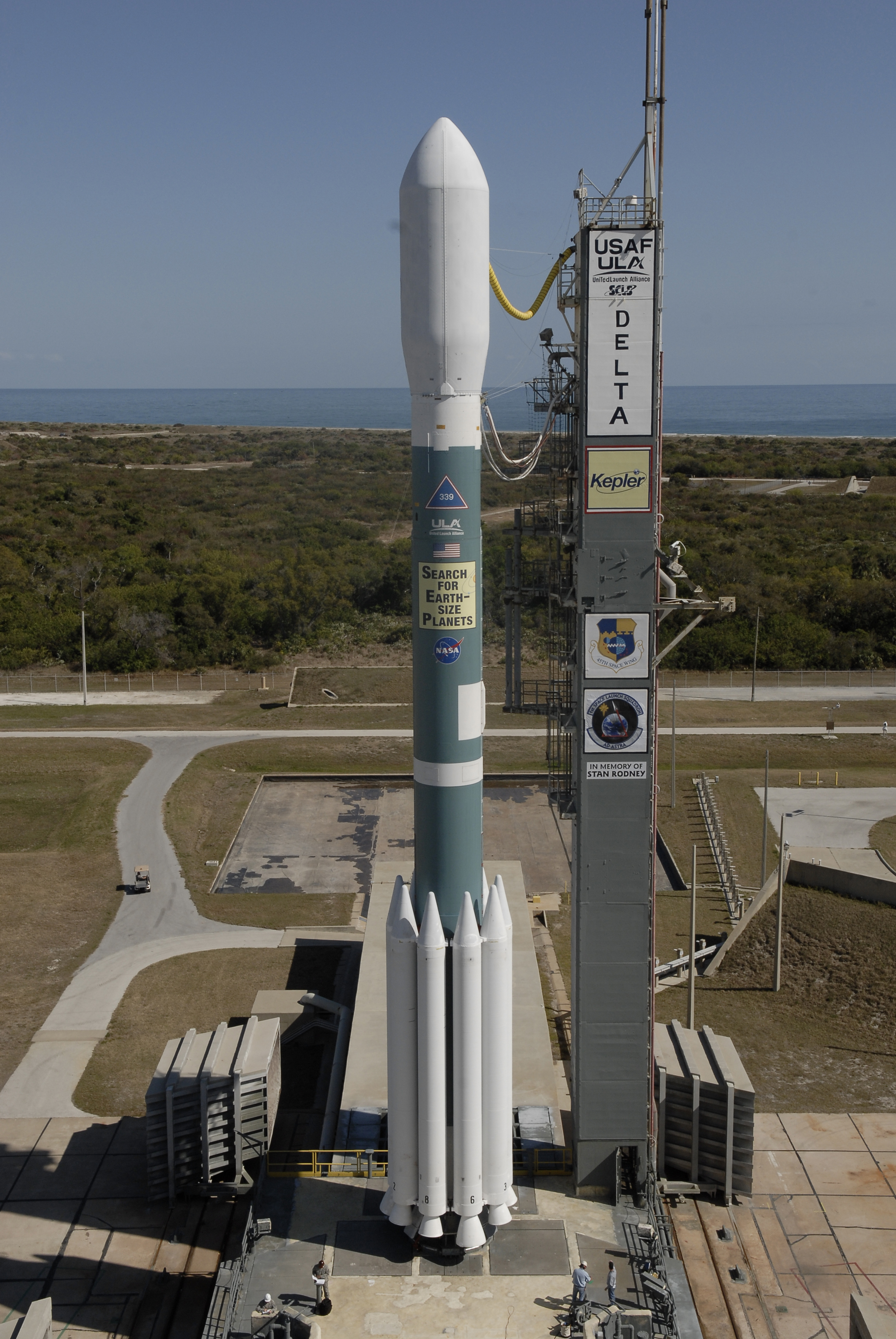
三角洲2號運載火箭準備發射克卜勒太空望遠鏡
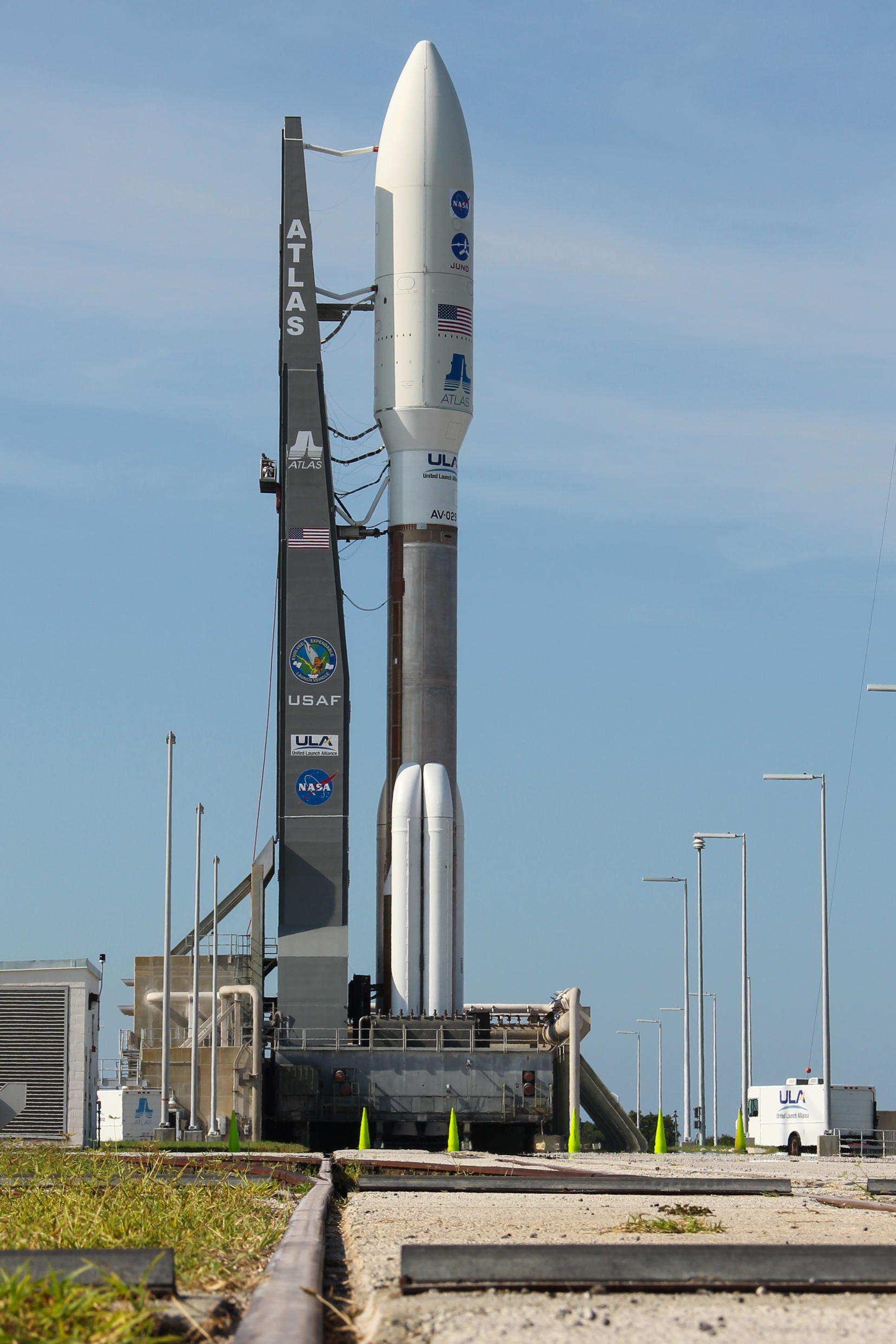
擎天神5號運載火箭準備發射朱諾號
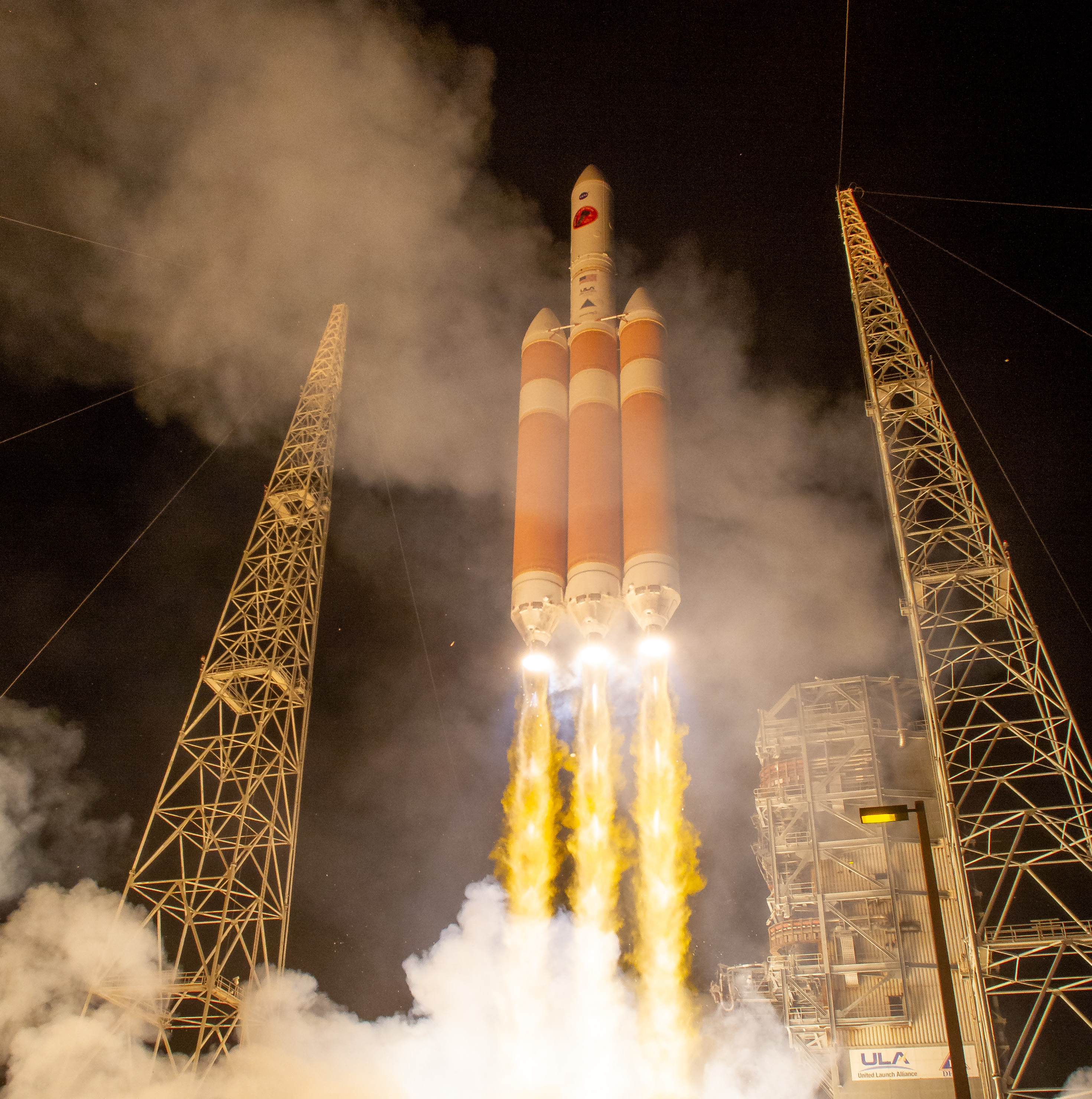
三角洲4號重型運載火箭發射帕克太陽探測器